# Cratere Fulnir
Fulnir è un cratere sulla superficie di Callisto.